# Vincenzo Brenna

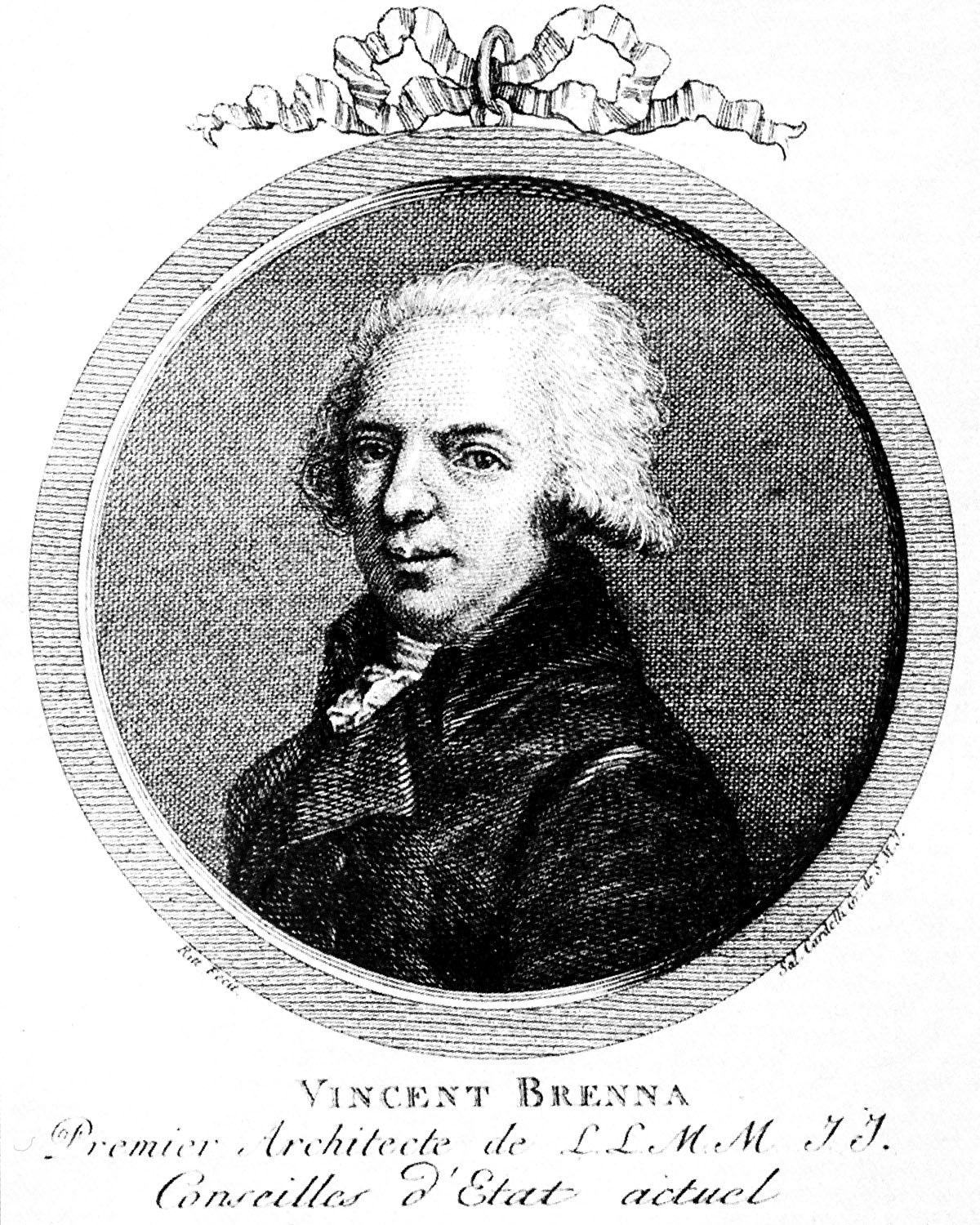
Porträt: Vincenzo Brenna

Vincenzo Brenna (russisch Винченцо Бренна Wintschenzo Brenna, auch: Викентий Францевич Бренна Wikenti Franzewitsch Brenna; * 20. August 1741 in Florenz; † 17. Mai 1820 in Dresden) war ein italienisch-russischer Architekt und Maler. Bekannt wurde er als Hofarchitekt des russischen Zaren Paul I.

## Biografie
Vincenzo Brenna wurde als Sohn von Francesco in Florenz geboren. Um 1780 lebte Brenna in Rom. Dort zeichnete er für den römischen Verleger Ludovico Murri gemeinsam mit Franz Smuglievicz die Abbildungstafeln zu dem Großfolioband Vestigia delle Terme di Tito e loro interne pitture. 1781 erschien in Rom das zweibändige Großfoliowerk Novus thesaurus gemmarum veterum, für das er ebenfalls die Abbildungstafeln gezeichnet hatte.
Danach lebte Vincenzo Brenna einige Zeit in Warschau. Von dort siedelte er nach Sankt Petersburg über. Er arbeitete zunächst als Freskodekorateur und Maler, später erhielt er Aufträge als Architekt. In Sankt Petersburg leitete er 1801 den Umbau des kaiserlichen Bibliotheksgebäudes zum Kleinen Theater und 1802 den vorläufigen Abschluss der 1768 von Antonio Rinaldi sowie den deutschen Architekten Franz Wüst und Johann Friedrich Stengel begonnenen Isaakskathedrale.
Vincenzo Brenna wurde Hofarchitekt des Zaren. 1814 folgte die Ernennung zum kaiserlich russischen Staatsrat. Einer seiner Schüler war der Architekt Carlo Rossi.
Widersprüchlich sind in der Fachliteratur die Angaben zu den Lebensdaten und zum Sterbeort. Anders lautendes Geburtsjahr: 1745; anders lautende Todesjahre: 1814, 1818, anders lautender Sterbeort: Sankt Petersburg.

## Werke

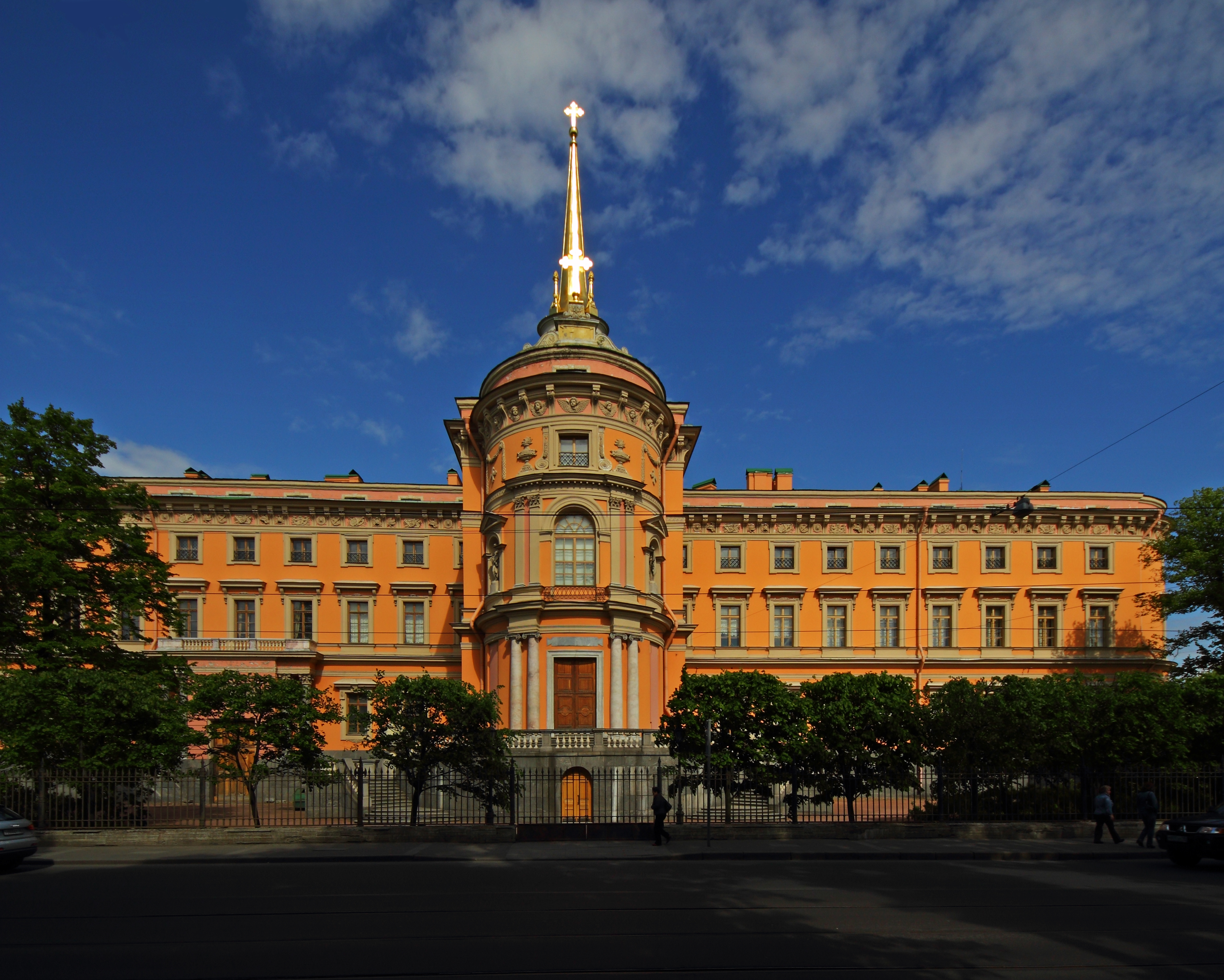
Michaelsburg (Sankt Petersburg)

- 1780: Abbildungstafeln zu dem Großfoliowerk Vestigia delle Terme di Tito e loro interne pitture (60 Tafeln, in Kupfer gestochen von Marco Carloni)
- 1781: Abbildungstafeln zu dem zweibändigen Großfoliowerk Novus thesaurus gemmarum veterum (200 Tafeln, in Kupfer gestochen von J. M. Cassini)
- nach 1782: Schloss Gattschina wird gemeinsam mit Antonio Rinaldi festungsartig umgebaut und auf über 900 Räume vergrößert
- 1790er Jahre: Erweiterung der Sommerresidenz Pawlowsk, Brenna schließt das Oval des Hofes
- 1797–1800: Michaelsburg (Sankt Petersburg), gemeinsam mit Wassili Iwanowitsch Baschenow[4]
- 1801: Kleines Theater (Sankt Petersburg)
- 1802: Isaakskathedrale